# 跑馬地馬場

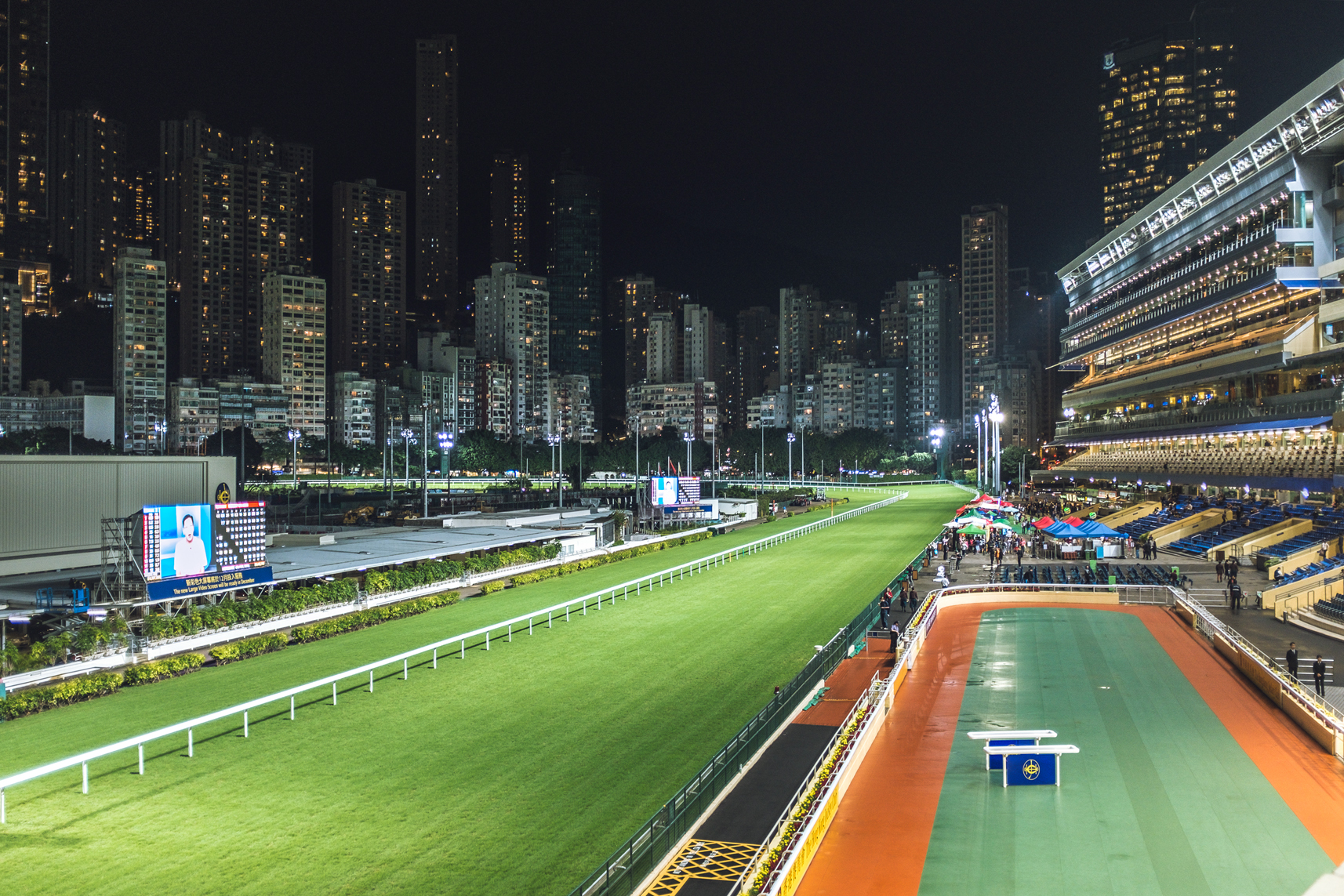
晚上的跑馬地馬場

跑馬地馬場（俗稱：快活谷馬場）位於香港香港島灣仔區跑馬地，於1846年啟用，当时香港政府在此疏通清理了一片沼澤開闢作馬場之用，自此營運至今，由香港賽馬會負責營運。
現時跑馬地馬場主要舉行夜馬賽事，由於在沙田馬場啟用初期，交通網絡並不完善，九廣鐵路尚未電氣化，多條公路及隧道亦未建成，出入沙田頗為不便，加上只得一座可容納35,000人的看台，故政府一直不批准馬會在重要節日於沙田馬場舉行賽事。很多賽事如馬季開鑼日、馬季煞科日、元旦日、農曆新年及復活節等須在跑馬地馬場舉行，每季仍有十多次跑馬地日賽。但隨著沙田對外交通情況顯著改善、沙田馬場第二座看台啟用及所有馬房於1987年搬遷至沙田後，這些賽事便逐步移師沙田舉行，至近年每季只進行一兩次跑馬地日賽，其中一次會安排在10月尾或11月初，讓沙田馬場舖設冬草，反之亦會將一個星期三賽馬日改在沙田舉行。由於2025年10月29日星期三因重陽節關係將改在2025年10月30日星期四沙田泥地夜賽舉行。

## 歷史及發展
1840年代初期快活谷馬場原是一片沼澤地，填平後，駐港英軍在上面蓋了一座軍營，不料發生瘟疫。英軍搬走後，港英政府進行清理和改善環境衛生，在原有的平地上建了一條賽馬跑道。香港開埠時期，英國人已經從英國引入賽馬運動，於1846年12月在跑馬地舉行首次賽馬活動，為香港歷史上首次正式賽馬活動。至1846年12月，跑馬地馬場啟用後首次正式賽馬活動，當時純粹業餘性質。
1884年，香港賽馬會成立，使到賽馬及博彩活動於香港華人社區風行起來。1931年，跑馬地馬場因應需要，被建成首兩座3層高的永久看台。香港日治時期，跑馬地馬場被易名為「青葉峽競馬場」。

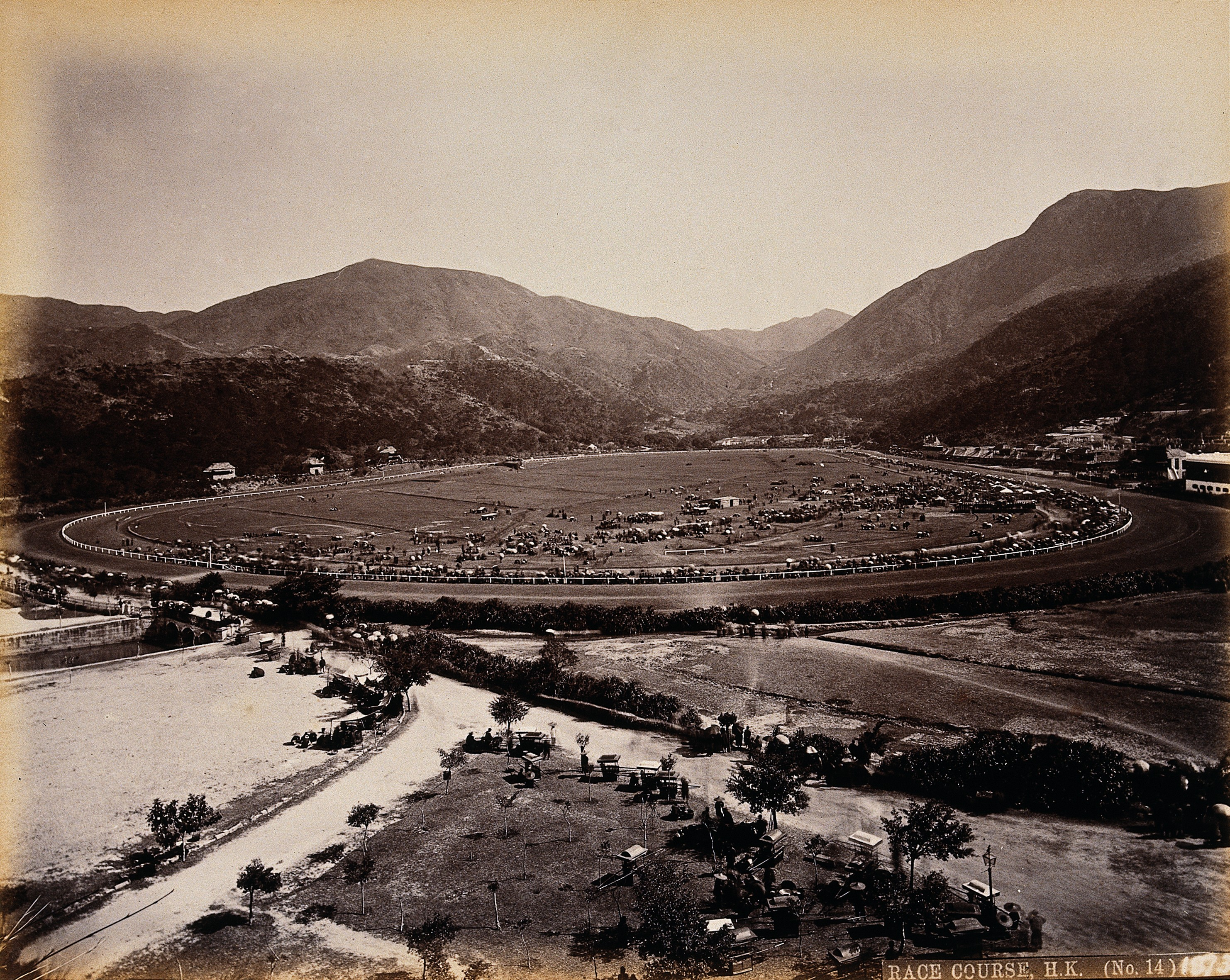
1873年的跑馬地馬場
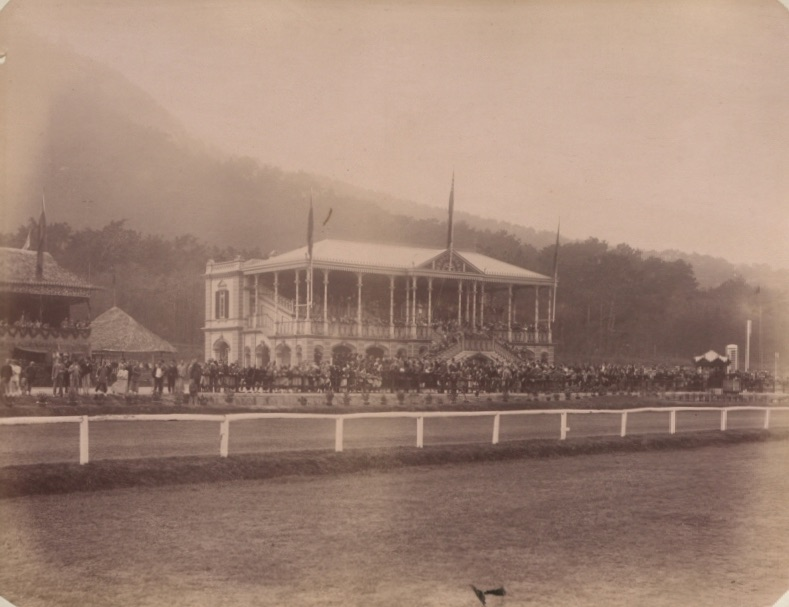
1890年代一場週年大賽

1957年，看台被改建為兩座樓高7層的看台；至1969年，再度擴建。至1995年，跑馬地馬場再度完成重建工程，取消安裝妥膠跑道，成為一座世界級的全草地馬場。現在跑馬地馬場的賽事，除了小部份日子外，通常在星期三晚上舉行；日間賽事方面，通常每年馬季只有一至兩次於該馬場舉行，其餘則移往沙田馬場舉行。過往曾因遷就海外轉播賽事及部份須於周末下午上班之人士而在黃昏舉行賽事，後來已經取消。
過往馬匹均由山光道馬房前往馬場進行晨操，於沙田馬場完成建成後，馬匹漸漸撤離，山光道馬房最終於1987年關閉及拆卸，現時只保留一座臨時馬房供安放賽事舉行當日出賽馬匹之用。馬會其後於原址地皮興建新會所大樓及其他康體設施以取代體育路之舊大樓。
跑馬地馬場原本是由一條外圈草地跑道和一條內圈沙地跑道組成，1989-1990馬季開始以安妥膠物料取代沙地組成安妥膠跑道。安妥膠跑道於1995年的重建工程期間拆除。重建後的跑馬地馬場內外圈跑道合併成一條闊30米的草地跑道。而且亦重建馬場看台、香港賽馬博物館、新馬會總部大樓等建築。2001年年底，馬場更換了彩色大銀幕，該銀幕曾為全球馬場最大發光二極管（LED）顯示屏，全長約35米，高8米，面積大約相等於2000多個21吋電視機架疊起來。此外，看台上有一間名為「滿貫廳」的中菜館（位於馬房彎舊址），非賽馬日只招待香港賽馬會會員惠顧。此外在賽馬日，亦提供美食供入場人士享用，例如打響Happy Wednesday品牌的「跑馬地啤酒園」。
因應多年來發生的馬匹撞欄意外，在2020年煞科日完結後，草地跑道近行車路一邊的傳統鋁欄被拆走，並換上了膠欄，以減低人馬受傷風險。

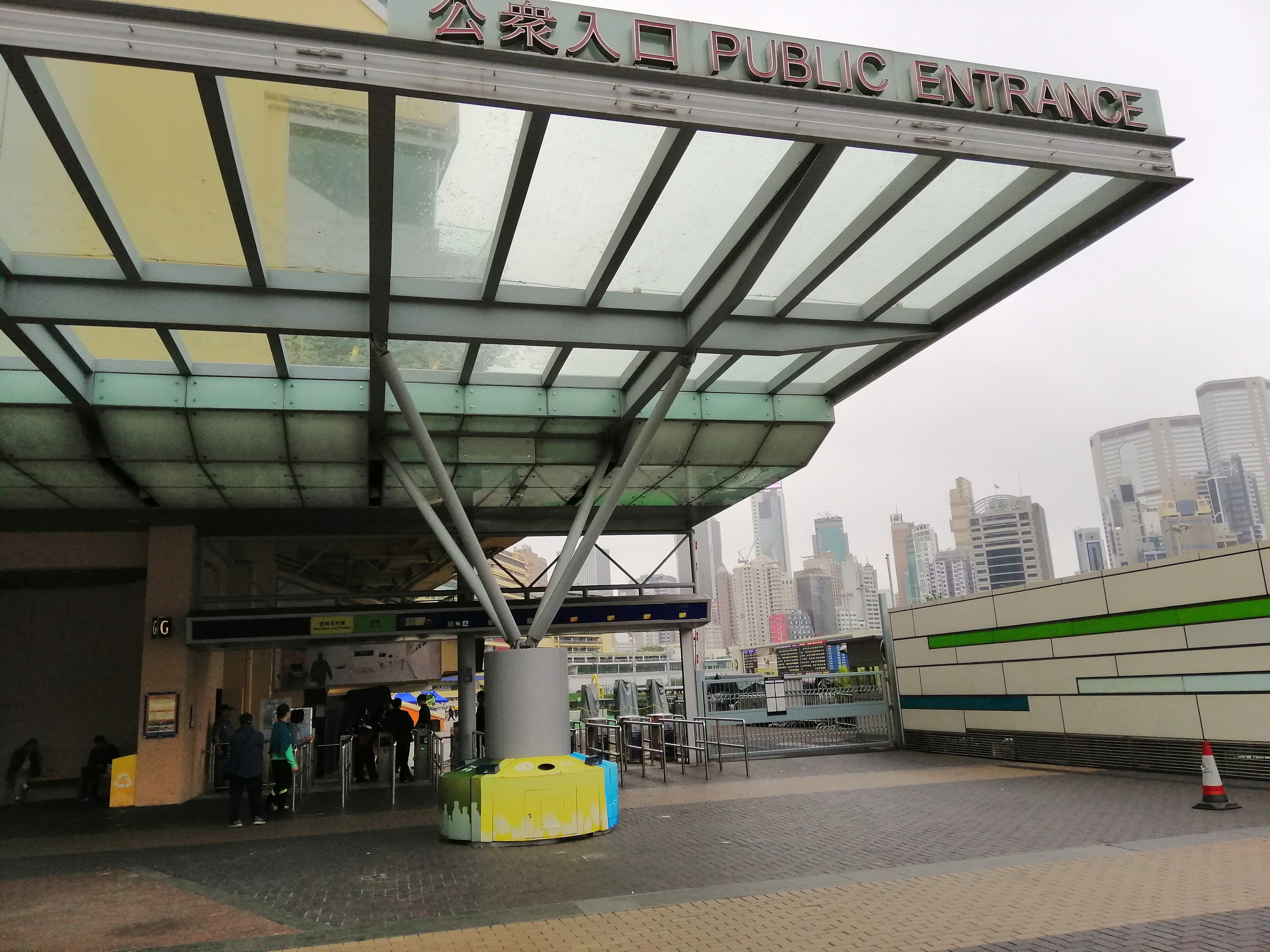
公眾入口（2019年）
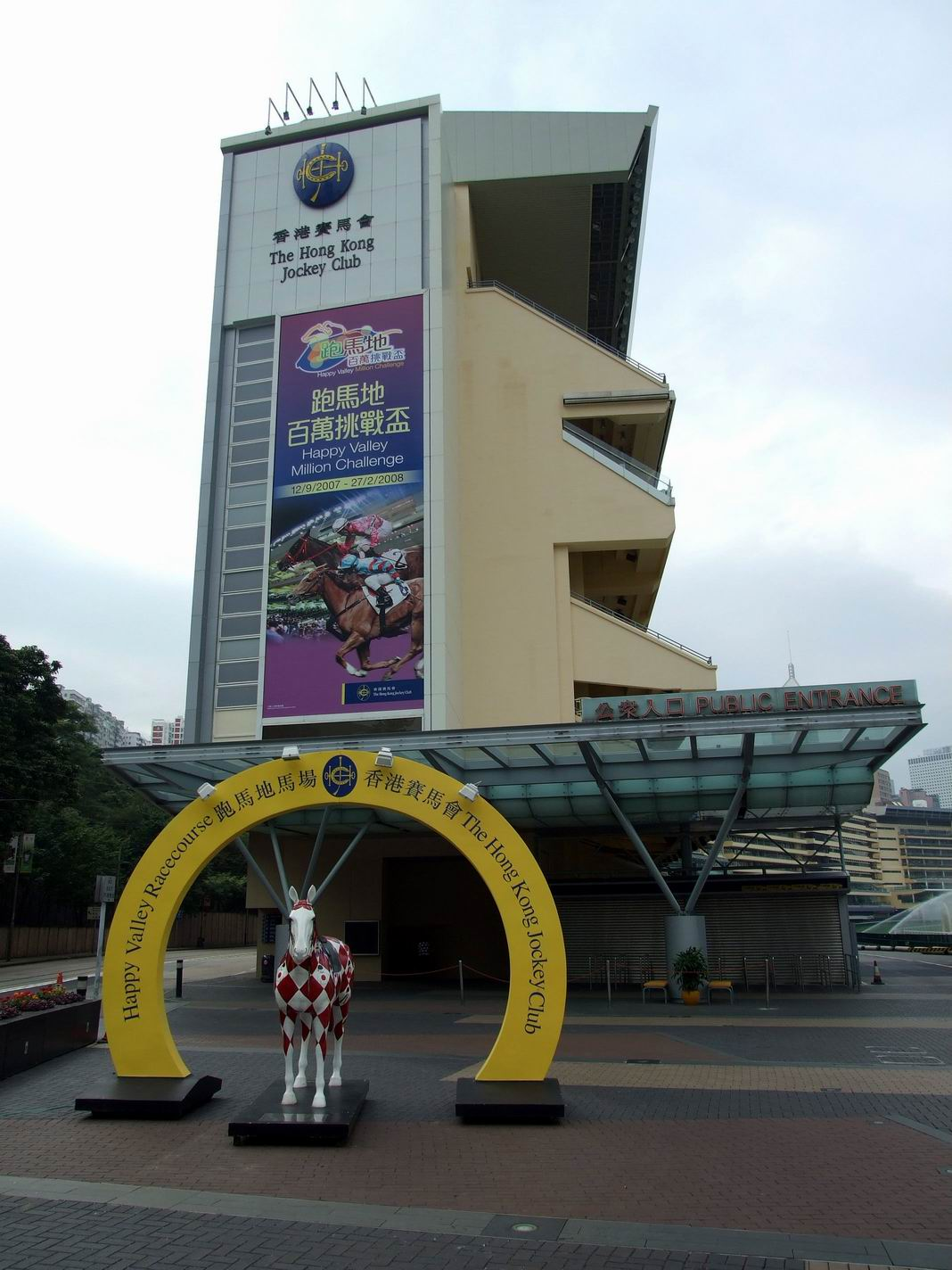
公眾入口
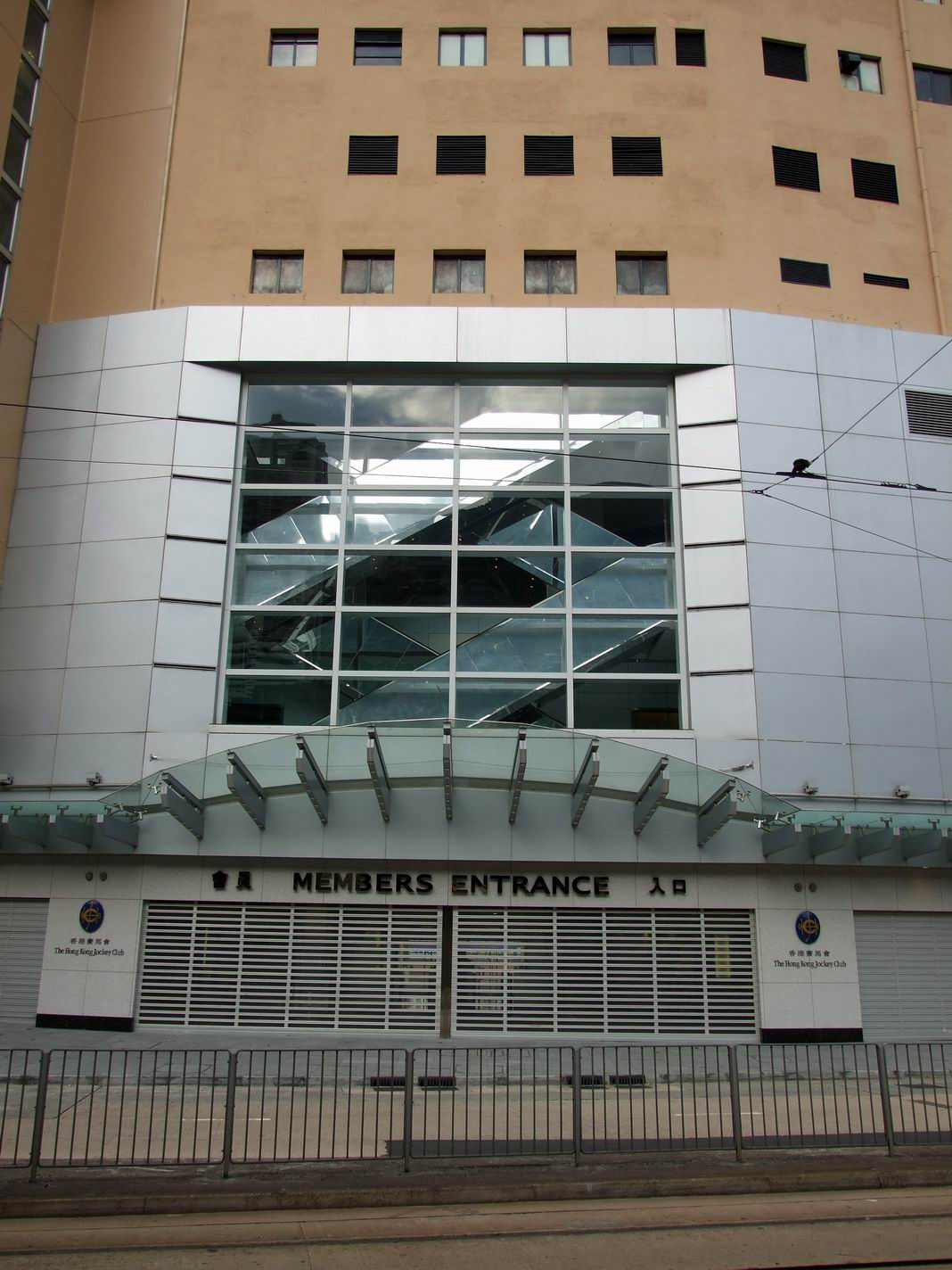
會員入口
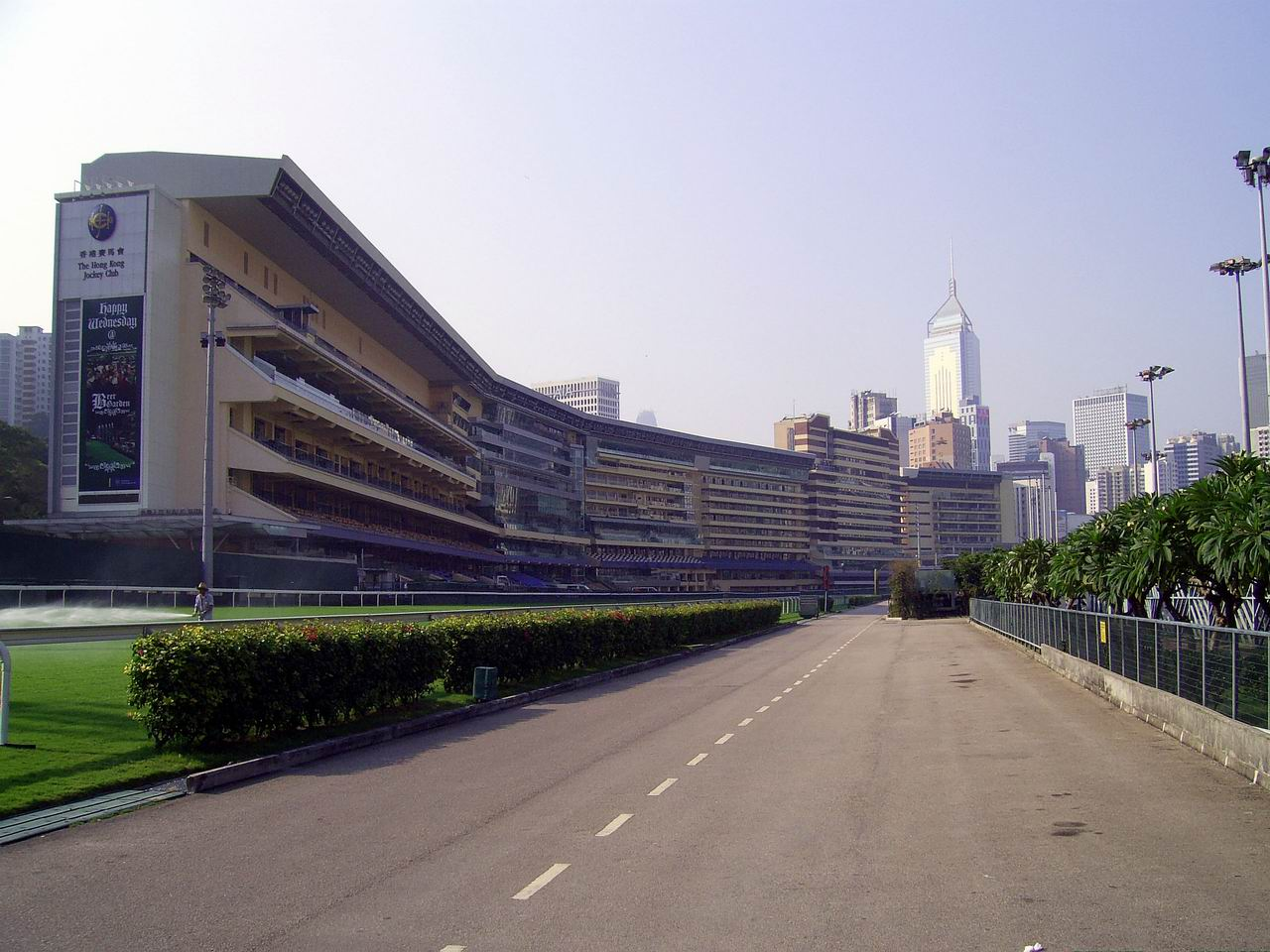
聯合看台
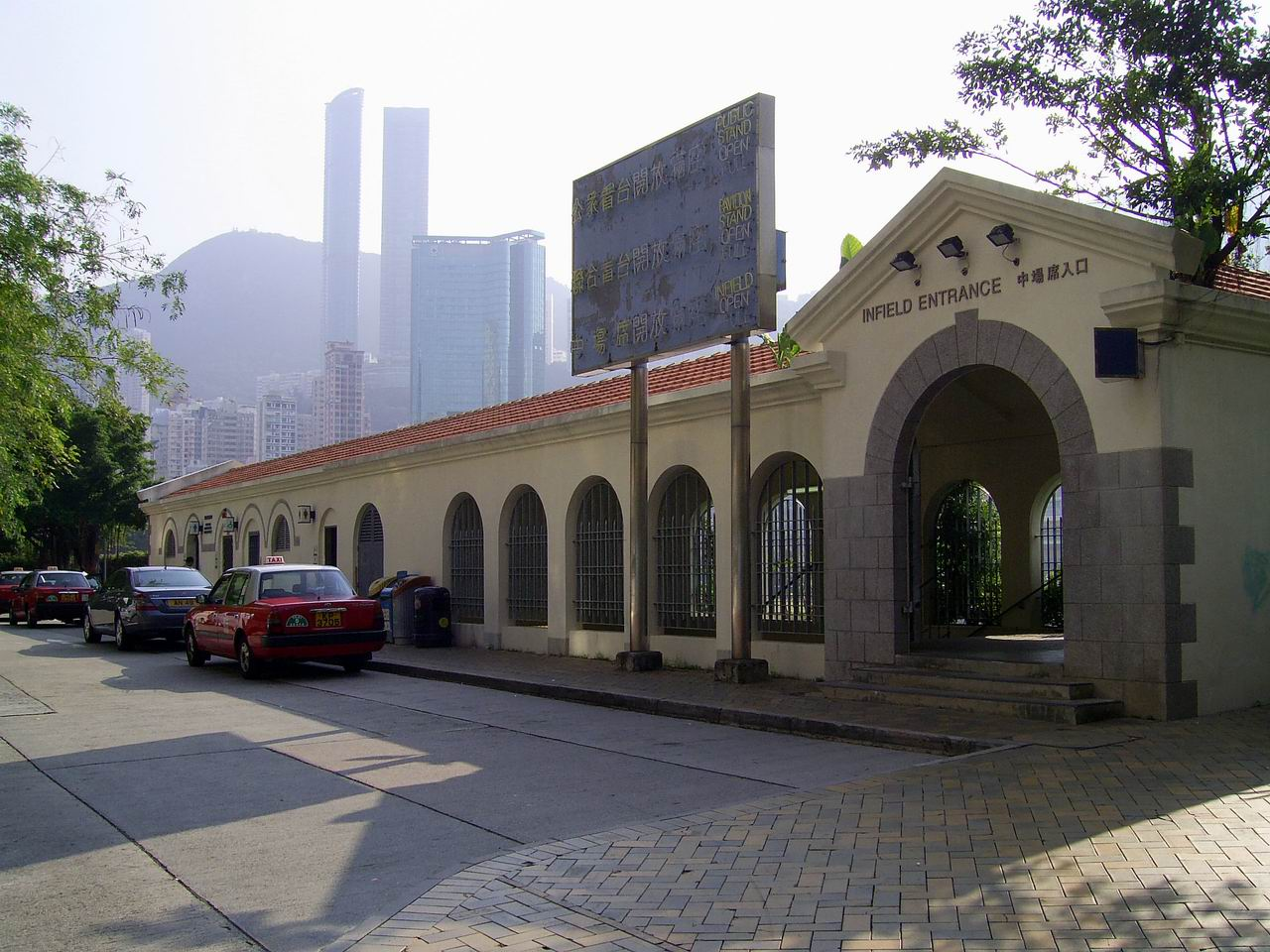
中場席入口
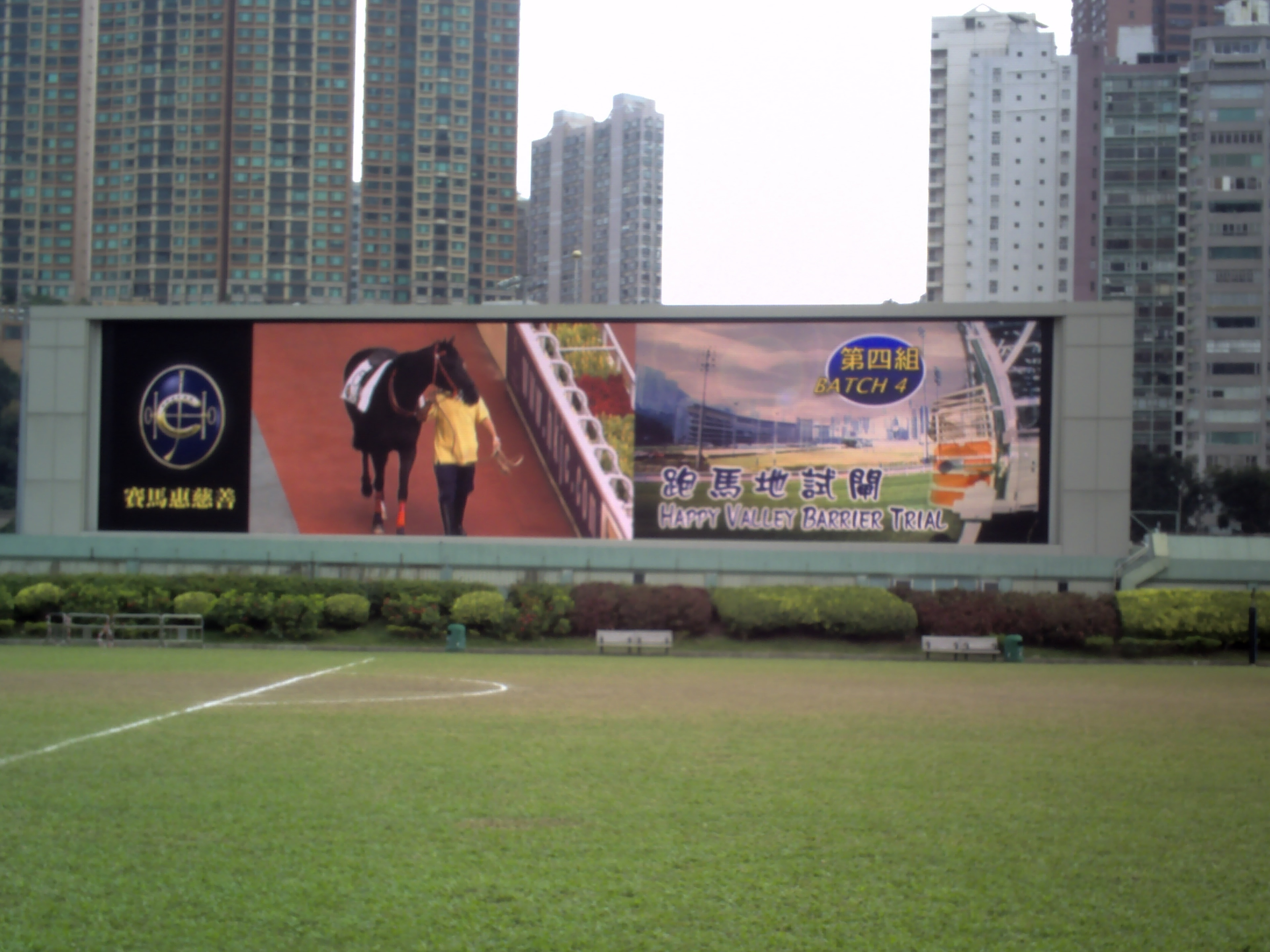
電視大屏幕
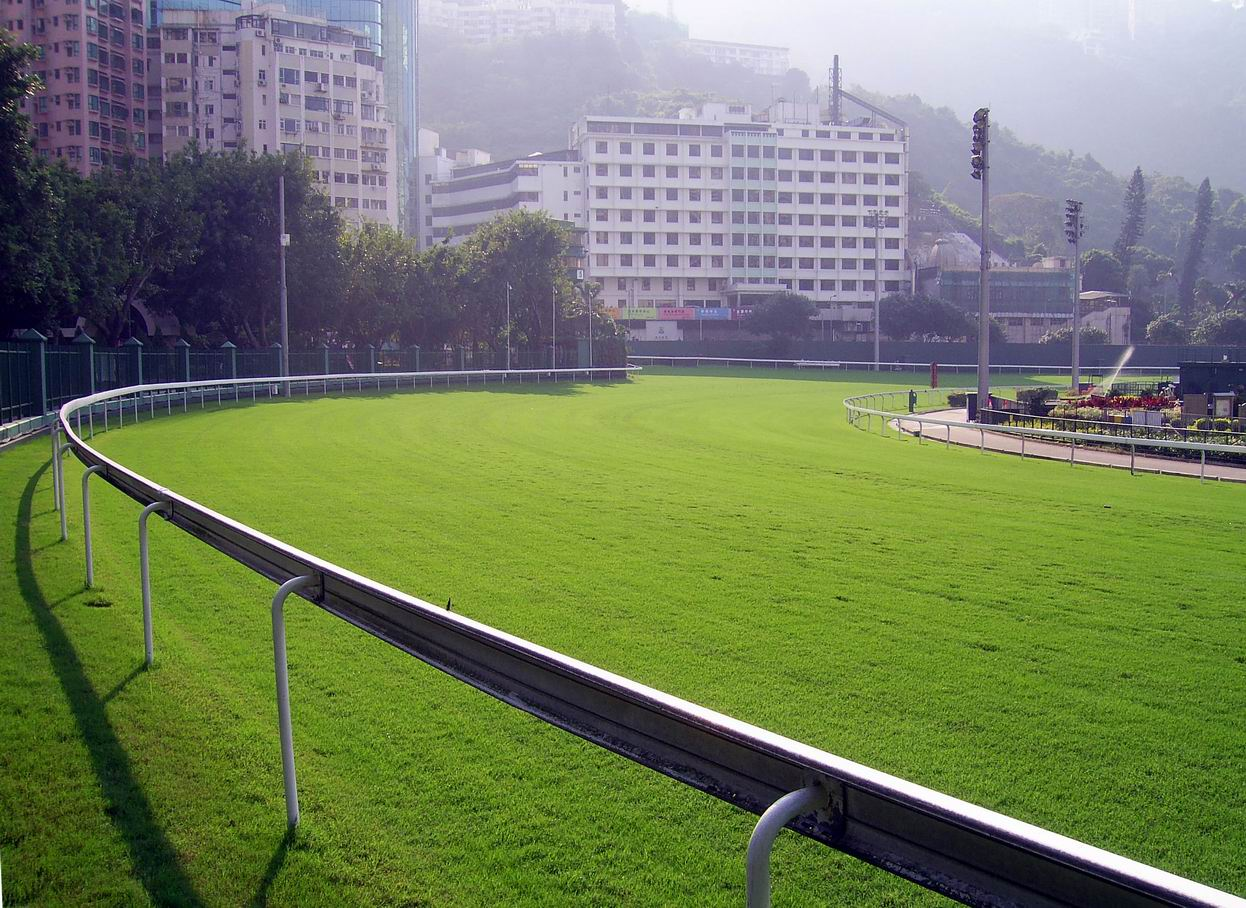
「養和院彎」，通過此彎後，即進入最後直路
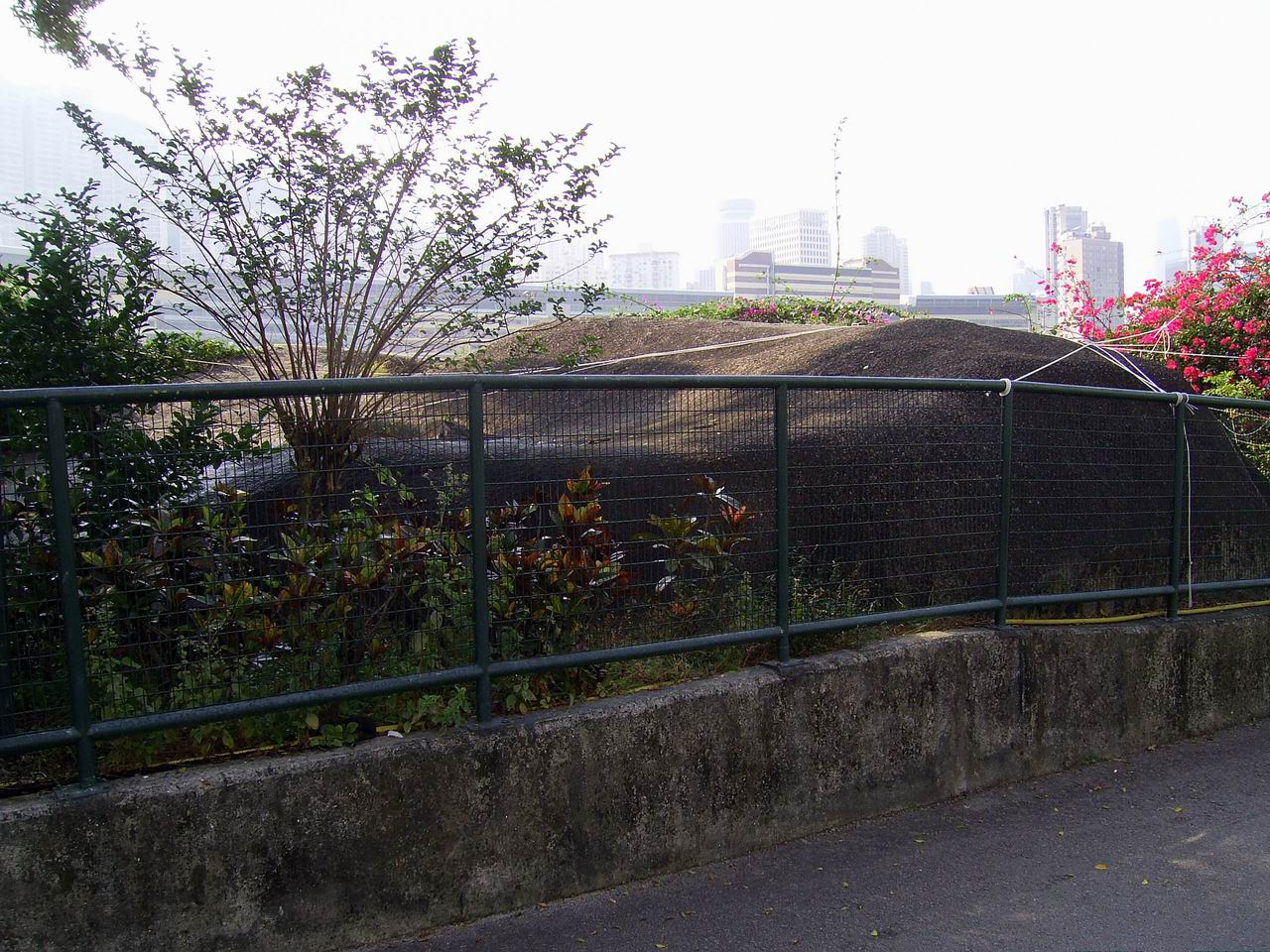
「大石鼓」
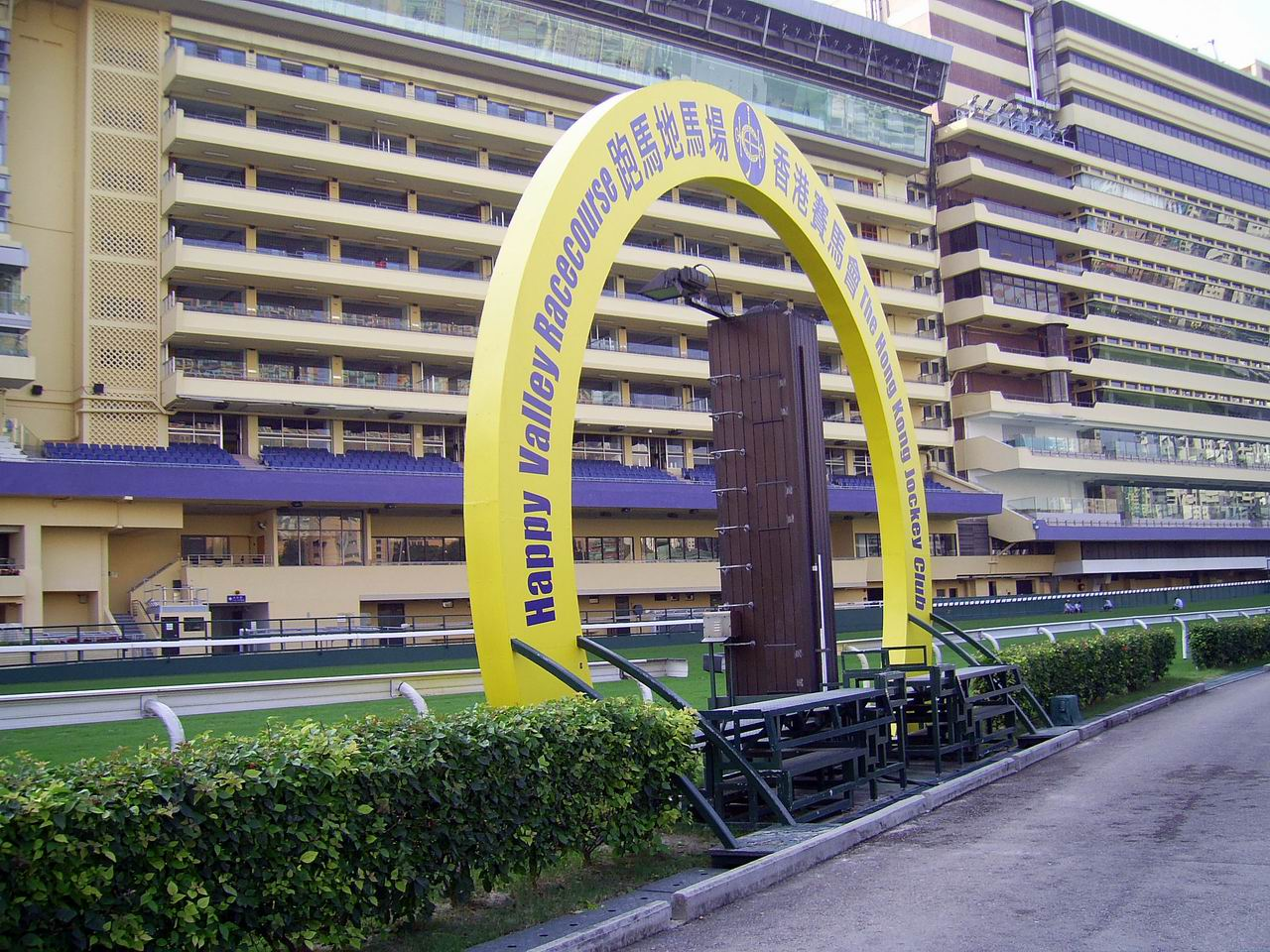
終點標誌

跑馬地馬場大火
跑馬地馬場於1918年2月26日曾發生大火，死亡人數高達600人，是香港歷史上死亡最慘重的意外火災，史稱「跑馬地馬場大火」。

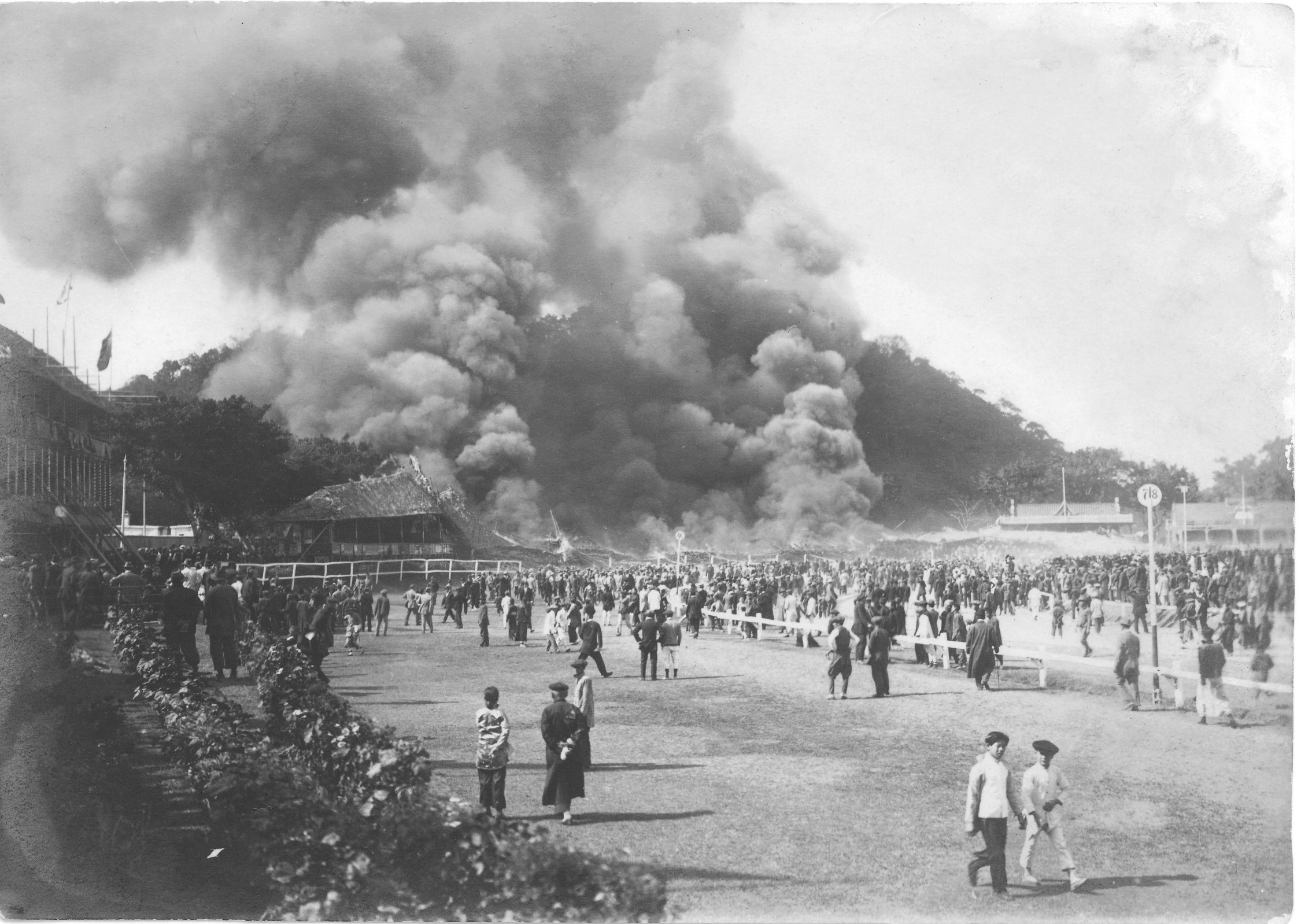
1918年發生大火的情況

## 特色
跑馬地馬場原是一塊濕地，馬場建成後附近逐漸建成了不少建築物，令這個馬場成為全球少數的位於市區內的馬場，而附近一帶區域亦得名「跑馬地」，是灣仔區的一部分。雖然跑馬地馬場是正式名稱，但簡稱此馬場時經常以快活谷的谷字代替。例如跑馬地馬場草地賽事以「谷草」作簡稱。

## 賽事路程
重建前（草地）
- 975米
- 1235米
- 1650米
- 1800米
- 2230米
- 2400米

重建前（沙地/安妥膠）
- 1030米
- 1400米
- 1575米 (後延長至1600米)
- 2000米
- 2100米

重建後（草地）
- 1000米
- 1200米
- 1650米（另外跑馬地試閘會舉行1700米試閘，由1650米起步點起步，由於養草移欄關係，因此途程為1700米）
- 1800米
- 2200米
- 2400米（自2003-04年馬季以後未曾使用）

已取消路程
- 1600米（於跑馬地改建成全草地跑道之後所建立的路程，但因為檔位偏差問題及太接近馬房彎被取消）

## 出賽馬匹上限
於跑馬地馬場改建前，草地A跑道1800米或以上路程12匹，草地A跑道1800米以下、草地B跑道及沙地(後改為安妥膠)10匹 (1030米及1400米8匹)。改建後初時所有路程均設14匹馬出賽。但香港賽馬會率先在1200米所有賽事及C跑道賽事縮減為12匹。到2001-2002年馬季開始，全面縮減為12匹。

## 跑馬地馬場所舉辦的重要賽事

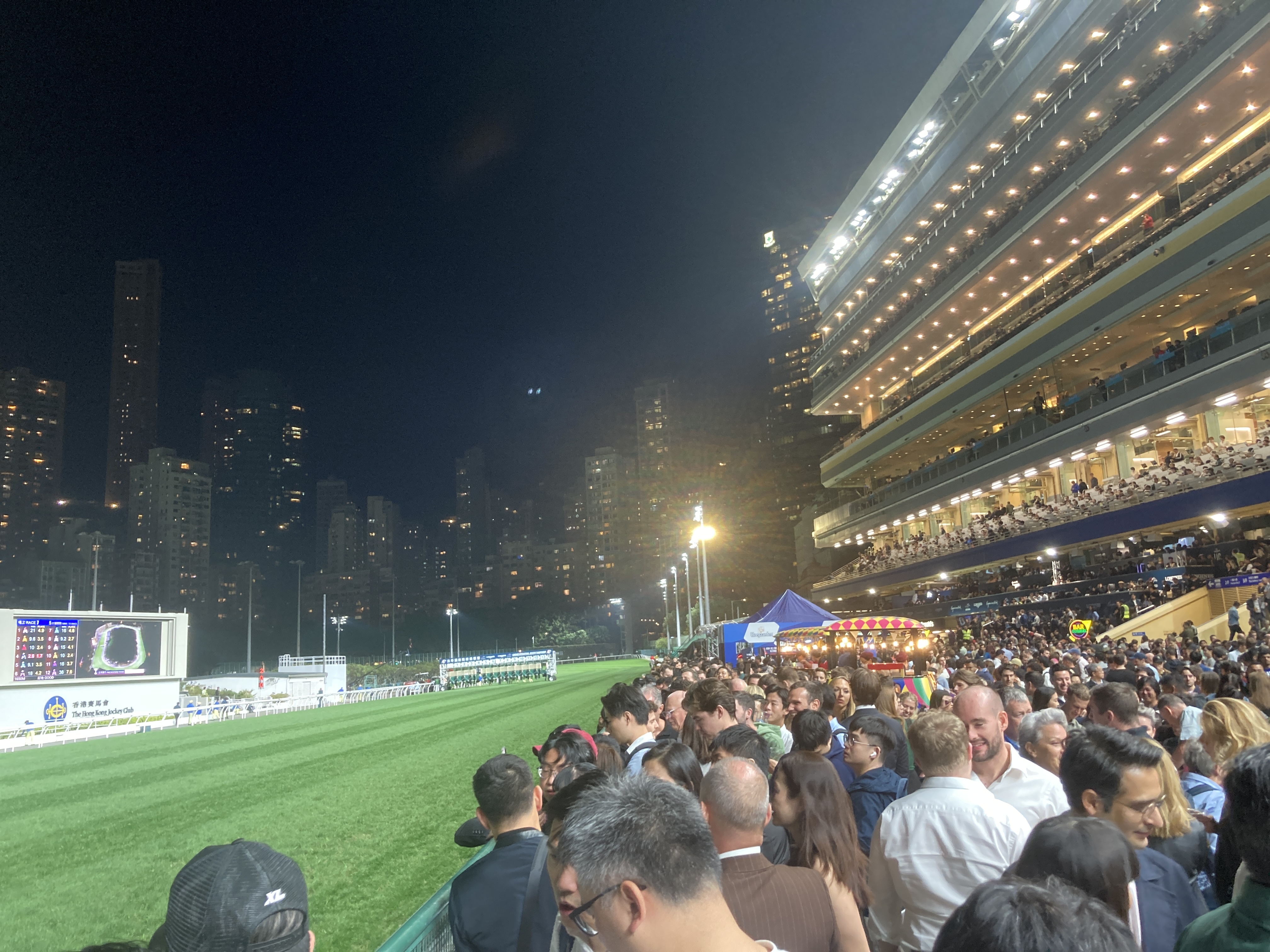
2023年12月6日，假跑馬地馬場舉行的國際騎師錦標賽2023

自沙田馬場開幕後，主要賽事都移師沙田舉行，跑馬地為輔，跑馬地錦標曾經是唯一於跑馬地馬場舉行的香港分級賽，惟是賽於2003－2004年馬季起降格為第一班/第二班賽事後，多年來馬場再無舉行任何分級賽事。直到2011－2012馬季，馬會將一月盃升格為國際三級賽。
- 一月盃（國際三級賽）
- 跑馬地錦標（一班賽事，2019-2020馬季起停辦）
- 跑馬地銀瓶（一班賽事，2019-2020馬季起停辦）
- 跑馬地百萬挑戰盃（由9月馬季開鑼至2月尾舉行，對象為第三班或以上所有跑馬地馬場賽事，積分最高馬匹可成為總冠軍，前三名馬匹之馬主可瓜分100萬港元獎金）
- 國際騎師錦標賽（香港現時唯一騎師賽）
- 廣東讓賽盃

## 跑馬地遊樂場
跑馬地馬場中央位置是由康樂及文化事務署管理的跑馬地遊樂場。設有5個草地足球場及2個人造草小型足球場供足球比賽及訓練使用，主要作為甲乙丙組、學界及青少年組別的足球賽事。尚有欖球及曲棍球等運動設施。另有一條長1,059米的緩跑徑。為防止競賽中之騎師及馬匹被硬物擊中引致傷亡，遊樂場於賽馬舉行期間關閉。為免賽馬防礙其他體育賽事進行，馬會已與其他體育總會達成協議，盡量不在跑馬地舉行星期日賽馬。
過往香港賽馬會亦於跑馬地馬場內設有中場席，但現已取消並將之改為停車場。

## 賽馬以外的活動
跑馬地馬場除了用作賽馬活動外，許多非賽馬活動都在這裡舉行，例如─
- 1963年，香港大旱，本港供水每四日一次。香港佛教聯合會舉行求雨祈福法會。
- 1989年5月27日，香港市民支援北京學生運動的音樂會—「民主歌聲獻中華」。
- 1991年7月，鑑於中國華東水災災情嚴重，香港演藝界人士舉辦大型籌款音樂會—「忘我大匯演」。
- 1997年6月30日香港主權移交前夕至7月1日凌晨，亞洲電視舉辦大型音樂會—「萬眾同心大匯演」。
- 踏入21世紀之交的1999年除夕夜至2000年元旦凌晨，舉行了「龍騰燈耀慶千禧」，除了流行歌手演唱，也有巨型花燈展覽，千禧倒數，還有就是全球第一場踏入2000年的賽馬—「千禧盃」。
- 2007年7月1日，中國人民解放軍八一跳傘隊舉行名為「雄鷹翱翔慶回歸」的跳傘表演，隨後幾十支表演隊伍從跑馬地馬場出發，經過灣仔區內大街，最後抵達修頓球場，慶祝香港主權移交十周年。
- 2007年11月18日，為了讓小朋友了解運動及體育精神的重要性，舉行「兒童愛心馬拉松」。
- 2007年11月30日，香港管弦樂團舉行「港樂·星夜·交響曲」露天音樂會。
- 2008年10月11日，世界心臟日嘉年華。

## 入場費
- 公眾席入場費：HK$10（沙田雙邊投注賽日為HK$5），日賽於第五場（11場賽事則為第六場賽事）起步後可免費進場。夜賽於晚上10時後免費進場。
- 設有季票及半季票進入跑馬地馬場會員席範圍。
- 訪港旅客禮遇：任何访港旅客只需出示有效海外旅遊證件以作核實，方可免费进入公众席。
- 轉播墨爾本盃賽日可免費進場

## 交通

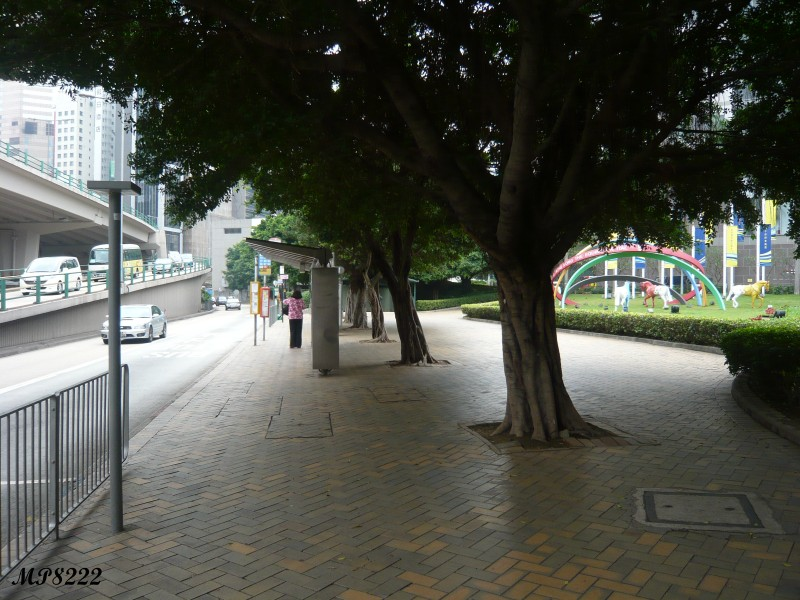
跑馬地馬場巴士站

## 參看
- 沙田馬場
- 香港賽馬博物館
- 香港墮馬身亡者列表